# Leiodes rufipennis
Leiodes rufipennis är en skalbaggsart som först beskrevs av Gustaf von Paykull 1798.  Leiodes rufipennis ingår i släktet Liodes, och familjen mycelbaggar. Enligt den finländska rödlistan är arten nära hotad i Finland. Arten är reproducerande i Sverige. Artens livsmiljö är torra gräsmarker.